# Eleccions legislatives luxemburgueses de 1964
Les eleccions legislatives luxemburgueses de 1964 se celebraren el 7 de juny de 1964, per a renovar els 56 membres de la Cambra de Diputats de Luxemburg. Va vèncer el Partit Popular Social Cristià del Pierre Werner, qui fou nomenat primer ministre

## Resultats
| ← Eleccions legislatives luxemburgueses, 1964 → |                                            |      |            |        |            |
| Partit                                          | Partit                                     | %    | Diferència | Escons | Diferència |
|                                                 | Partit Popular Social Cristià (CSV)        | 33,3 | -3,6       | 22     | +1         |
|                                                 | Partit Socialista dels Treballadors (LSAP) | 37,7 | +2,8       | 21     | +4         |
|                                                 | Partit Democràtic (DP)                     | 10,6 | -7,6       | 6      | -5         |
|                                                 | Partit Comunista de Luxemburg (KPL)        | 12,5 | +3,4       | 5      | +2         |
|                                                 | Moviment Independent Popular               | 5,9  |            | 2      |            |
|                                                 | Altres                                     | 0,40 | -0,6       | 0      |            |
| Total                                           | Total                                      |      |            | 56     | —          |
| Font: Centre Informatique de l'État             |                                            |      |            |        |            |